# Bob-Weltmeisterschaft 1971
Die 28. Bob-Weltmeisterschaft fand 1971 in Cervinia in Italien statt. Zweierbob-Weltmeister wurden die Italiener Gianfranco Gaspari und Mario Armano, den Titel bei den Viererbobs gewann die Schweiz.

## Ergebnisse

### Zweierbob
Es wurden nur die beiden ersten Läufe vom Sonnabend, dem 23. Januar, gewertet, da der Wettkampf am Sonntag während des dritten Laufs wegen starker Schneefälle abgebrochen werden musste.
| Platz | Land | Sportler                               | Zeit (min) |
| ----- | ---- | -------------------------------------- | ---------- |
| 1     | ITA  | Gianfranco Gaspari / Mario Armano      | 2:22,80    |
| 2     | ITA  | Enzo Vicario / Corrado Dal Fabbro      | 2:22,98    |
| 3     | AUT  | Herbert Gruber / Josef Oberhauser      | 2:23,38    |
| 4     | FRG  | Wolfgang Zimmerer / Peter Utzschneider | ...        |
| 0 ... |      |                                        |            |

### Viererbob
Wegen mehrerer Stürze wurden die ersten beiden Läufe vom 30. Januar abgesetzt. In die Wertung kamen nur zwei am 31. Januar ausgetragene Läufe.
| Platz | Land  | Sportler                                                                    | Zeit (min) |
| ----- | ----- | --------------------------------------------------------------------------- | ---------- |
| 1     | SUI I | René Stadler, Max Forster, Erich Schärer, Peter Schärer                     | 2:19,35    |
| 2     | ITA I | Oscar D’Andrea, Alessandro Bignozzi, Antonio Brancaccio, Renzo Caldera      | 2:19,47    |
| 3     | FRG   | Wolfgang Zimmerer, Stefan Gaisreiter, Walter Steinbauer, Peter Utzschneider | ...        |

## Medaillenspiegel
| Platz | Land           | Gold | Silber | Bronze | Gesamt |
| ----- | -------------- | ---- | ------ | ------ | ------ |
| 1     | Italien        | 1    | 2      | 0      | 3      |
| 2     | Schweiz        | 1    | 0      | 0      | 1      |
| 3     | BR Deutschland | 0    | 0      | 1      | 1      |
| 3     | Österreich     | 0    | 0      | 1      | 1      |